# Si Jiahui
Si Jiahui (n. 11 iulie 2002, Shaoxing⁠(d), Republica Populară Chineză) este un jucător chinez de snooker. Este semifinalist la Campionatul Mondial în 2023, la prima participare în turneu, și finalist în 2024 al Mastersului German.

## Cariera
S-a mutat în Regatul Unit la vârsta de 16 ani și a devenit profesionist în 2019 după ce s-a impus în criteriul Q-School. După două sezoane fără rezultate notabile, și-a pierdut în 2021 statutul de profesionist. În sezonul 2021-2022, a participat ca amator la câteva turnee ale profesioniștilor, obținând printre altele o victorie cu 6-5 în fața lui Shaun Murphy la Campionatul Regatului Unit. În 2022, a câștigat World Snooker Federation Open, succes care i-a adus din nou cardul de profesionist.
Aflat pe locul 80 în clasamentul mondial, a obținut calificarea pe tabloul principal al ediției din 2023 a Campionatului Mondial după ce a trecut pe rând de Florian Nüßle (10–7), Tom Ford (10–5) și Jordan Brown (10–7). În primul tur la Teatrul Crucible l-a învins pe Shaun Murphy cu 10-9. A trecut apoi de Robert Milkins cu 13-7 și de Anthony McGill cu 13-12, fiind primul debutant semifinalist la Crucible de la Andy Hicks în 1995 și cel mai tânăr semifinalist de la Ronnie O'Sullivan în 1996. În semifinale l-a înfruntat pe belgianul Luca Brecel și a condus cu 14-5 dar a pierdut cu 15-17. În urma parcursului de la Sheffield, Si a urcat pe locul 36 în clasamentul mondial.
În februarie 2024, Si a ajuns în prima finală a carierei, la Mastersul German, unde însă a fost învins cu 10-5 de Judd Trump.

## Finalele carierei

### Finale în turnee de clasament: 2
| Rezultat | Nr. | An   | Turneu           | Adversar în finală | Scor |
| Finalist | 1.  | 2024 | Mastersul German | Judd Trump         | 5–10 |
| Finalist | 2.  | 2024 | Wuhan Open       | Xiao Guodong       | 7–10 |

### Finale la amatori: 3 (2 titluri)
| Rezultat | Nr. | An   | Turneu           | Adversar în finală | Scor |
| Finalist | 1.  | 2021 | Q Tour – Event 1 | David Lilley       | 1–5  |
| Campion  | 1.  | 2021 | Q Tour – Event 2 | Michael White      | 5–4  |
| Campion  | 2.  | 2022 | WSF Open         | Lee Stephens       | 5–0  |